# Kaukasische landsalamander
De Kaukasische landsalamander (Mertensiella caucasica) is een salamander uit de familie echte salamanders (Salamandridae).

## Naamgeving
De soort werd voor het eerst wetenschappelijk beschreven door Waga in 1876. Oorspronkelijk werd de wetenschappelijke naam Exaeretus caucasicus gebruikt. Het is tegenwoordig de enige soort uit het geslacht Mertensiella sinds de enige andere soort, de Egeïsche landsalamander, tegenwoordig tot het geslacht Lyciasalamandra wordt gerekend. De geslachtsaanduiding Mertensiella is een eerbetoon aan de Duitse bioloog Robert Friedrich Wilhelm Mertens (1894 - 1975).

## Uiterlijke kenmerken
De Kaukasische landsalamander bereikt een totale lichaamslengte tot 20 centimeter. De lichaamskleur is geel- of donkerbruin of zwart, de buikzijde is bruin. Op de rug en flanken lopen twee niet altijd even duidelijke rijen ovale gele vlekjes, de verspreiding van de vlekjes is variabel. Het lichaam is slank en langwerpig, en heeft 11 of 12 duidelijk zichtbare costale groeven (ribben) aan weerszijden van het lichaam. De staart is meestal langer dan het lichaam, de mannetjes zijn van de vrouwtjes te onderscheiden door een stekelachtig uitsteeksel op de staartbasis. De reden van deze aanpassing is niet geheel duidelijk; het uitsteeksel speelt geen rol in de voortplanting.
Opmerkelijk is de morfologische (en waarschijnlijk genetische) variatie, zowel afwijkende kleuren als lichaamsproporties komen voor.

## Verspreiding en habitat
De salamander komt voor in Europa; in Turkije en Georgië. De habitat bestaat uit zeer smalle en ondiepe stroompjes, vooral de pas gemetamorfoseerde adulten leven in zeer vochtige omstandigheden. De soort wordt in verschillende typen bos aangetroffen, zoals gemengde bossen, er is een voorkeur voor wat lagere temperaturen, ongeveer 15 tot 18 graden Celsius.
De soort staat bekend als zeldzaam, maar als de omstandigheden gunstig zijn, zoals voldoende geschikte stroompjes en stenen, boomwortels en houtblokken om onder te schuilen, kunnen de diere massaal worden aangetroffen. De soort is kwetsbaar voor bedreigingen als landschapsverandering en bosbouwactiviteiten.

## Levenswijze
De salamander kan de staart afwerpen als deze wordt vastgepakt, de staart groeit na verloop van tijd weer aan. Dit wordt autotomie genoemd, en komt veel voor bij hagedissen maar bij salamanders is het verschijnsel vrij zeldzaam. Op het menu staan kleine ongewervelden, zoals spinachtigen, pissebedden en insecten(larven).
De ontwikkeling is opmerkelijk; de larven kruipen uit het ei na 3 dagen tot maximaal 2 maanden, de larven ontwikkelen zich in een tijdsbestek van 2 tot 4 jaar. In de zomer vindt de metamorfose plaats, de larven voeden zich met kleine waterdiertjes als insectenlarven en kleine kreeftachtigen.